# Charlotte Bühler
Charlotte Bühler (Malachowski, 20 de diciembre de 1893-3 de febrero de 1974) fue una psicóloga del desarrollo nacida en Alemania.

## Vida
Bühler nació Charlotte Berta Malachowski en Berlín, la mayor de los hijos del arquitecto judío Hermann Malachowski, y su mujer Rose (nacida Kristeller).
Después de graduarse en el instituto en 1913, Charlotte Malachowski estudió humanidades y ciencias naturales en la Universidad de Freiburg y en la Universidad de Berlín. En 1918, recibió su doctorado de la Universidad de Múnich con una disertación en el tema Über Gedankenentstehung: Experimentelle Untersuchungen zur Denkpsychologie ("En el origen del pensamiento: estudios Experimentales en la psicología del pensamiento"). Aquel año fue a Dresde para trabajar con Karl Bühler, donde continuó su búsqueda en los campos del niño y la psicología de los jóvenes, así como trabajando en su habilitación. En 1920, completó su habilitación en la Universidad Técnica de Dresde y quedó cualificada para enseñar en Sajonia.
Se casó con Karl Bühler en 1916. Su hija Ingeborg nació en 1917, y su hijo Rolf en 1919. Karl murió en 1963 en Los Ángeles, California. Ella cayó enferma en 1970 y regresó a Alemania en 1971 para vivir con sus niños en Stuttgart, donde murió a la edad de 80 años.

## Citas académicas
En 1923, Charlotte Bühler fue a enseñar en la Universidad de Viena, donde en 1929 fue promovida a profesora asociada. Ambos Bühlers trabajaron estrechamente juntos en esta institución, la cual les proporcionó con un laboratorio para conducir su búsqueda.
En Viena obtuvo prestigio internacional a través de su búsqueda y publicaciones dirigidas al desarrollo de la "Escuela de la psicología del niño vienesa" de Charlotte Bühler - su espíritu se mantiene hoy en día en el Instituto Charlotte Bühler.
En 1938, durante una estancia en Londres, se enteró de la ocupación de Austria por la Alemania Nazi. Karl Bühler fue retenido el 23 de marzo de 1938 debido a ser Antinazi. A través de sus conexiones en Noruega, Charlotte Bühler arregló la liberación de su marido después de seis semanas y en octubre de 1938 la familia se reunió felizmente en Oslo. Como Charlotte Bühler era judía decidieron emigrar a los Estados Unidos.
A ambos Bühlers se les ofreció ser profesores en 1938 por la Universidad de Fordham en Nueva York, pero Karl Bühler prefirió aceptar un profesorado en Paul Santo, Minnesota; aun así, Charlotte Bühler se quedó en Noruega porque se había comprometido con la Universidad de Oslo y la Academia de Trondheim. Afortunadamente, después de una petición urgente de su marido, emigró en 1940 a Paul Santo en los Estados Unidos, a donde llegó poco antes de la invasión de Noruega.
En 1942 aceptó una posición como psicóloga sénior en el Hospital General de Minneapolis. En 1945 se hizo ciudadana americana y fue a Los Ángeles, California, como psicóloga jefe en el Hospital del Condado de Los Ángeles. Conservó esta posición hasta su jubilación en 1958; durante aquel tiempo ella también sirvió como profesora de psiquiatría en la Universidad del Sur de California. Después de su jubilación ejerció de forma privada en Beverly Hills, California.

## Trabajo
- En 1922 en Dresde, publica Das Seelenleben des Jugendlichen ("La vida mental de los jóvenes"), en la que, por primera vez, una perspectiva del desarrollo estuvo utilizada en la psicología adolescente. El "Bühler test" es un método proyectivo de prueba desarrollado por Charlotte Bühler.
- En Viena, especializada en niños y psicología adolescente, Bühler estableció un foco en la búsqueda experimental basada en diarios y observaciones conductistas (la "Escuela de Viena"). Con su ayudante Hildegard Hetzer, quién fue premiada en 1927 por Lotte Schenk-Danzinger, desarrolla pruebas de valoración de la inteligencia para niños que aun se usan.
- En 1933, su trabajo en Der menschliche Lebenslauf als psychologisches Problema ("El curso de la vida humana como problema psicológico") fue el primer estudio de lengua alemana para incluir la vejez entre las edades psicológica y descubrir la gerontopsicología como una parte de la psicología. Es por tanto una pionera en el campo de la gerontopsicología.[3]
- En los Estados Unidos, destacó con su teoría de "4 tendencias básicas" de los humanos: gratificación, acomodamiento, expansión creativa, y mantenimiento del orden interno. Otras maneras de expresar estas tendencias son: deseo de satisfacción personal, ajustamiento para el propósito de obtener seguridad, creatividad o autoexpresión, y necesidad de orden. Ella puso las bases de la psicología humanista junto con Carl Rogers y Abraham Maslow.

## Honores

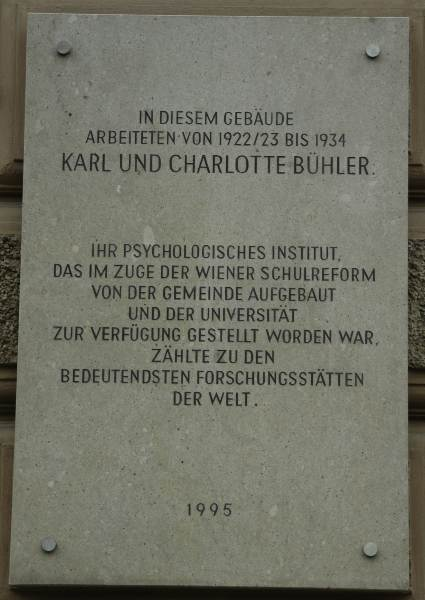
La placa dedicada a Karl y Charlotte Bühler en el Palais Epstein, Viena.

- El Charlotte-Bühler-Institut für praxisorientierte Kleinkindforschung ("Charlotte Bühler Instituto para búsqueda práctica en niños"), establecido en 1992 en Viena, está nombrado en su honor.
- Una placa en honor de Charlotte y Karl Bühler se puso en 1995 en el Palais Epstein en Viena.
- Dresde Y Emsdetten tienen calles con el nombre de Charlotte Bühler.

## Publicaciones
Su lista de publicaciones incluye 168 trabajos, muchos de los cuales han sido traducidos a 21 lenguas.
- Das Märchen und Dado Phantasie des Kindes ("El cuento de hadas y la imaginación del niño"). Barth, Leipzig 1918.
- Das Seelenleben des Jugendlichen: Versuch einer Analiza und Theorie der psychischen Pubertät (La vida interior del adolescente: Un intento en análisis y teoría de pubertad mental"). G. Fischer, Jena 1922.
- Kindheit und Jugend: Genese des Bewußtseins ("Niñez y adolescencia: Orígenes de consciencia"). Hirzel, Leipzig 1928.
- Der menschliche Lebenslauf als psychologisches Problema ("El curso de vida humana como problema psicológico"). Hirzel, Leipzig 1933.
- Praktische Kinderpsychologie ("Psicología de niño práctico"). Lorenz, Viena, Leipzig [1938].
- Amable und Familie: Untersuchungen der Wechselbeziehungen des Kindes mit seiner Familie ("Niño y familia: Estudios en las interacciones del niño con su familia"). Fischer, Jena 1937.
- Kleinkindertests: Entwicklungstests vom 1. bis 6. Lebensjahr ("Testaje de niño: testaje Del desarrollo de 1 hasta 6 años de edad"). Barth, Múnich 1952.
- Psychologie im Leben unserer Zeit ("Psicología en la vida de nuestro tiempo") Droemer/Knaur, Múnich, Zúrich 1962.